# Olesia Romasenko
Olesia Víktorovna Romasenko –en ruso, Олеся Викторовна Ромасенко– (Krasnodar, 12 de enero de 1990) es una deportista rusa que compite en piragüismo en la modalidad de aguas tranquilas.
Ganó seis medallas en el Campeonato Mundial de Piragüismo entre los años 2014 y 2019, y diez medallas en el Campeonato Europeo de Piragüismo entre los años 2014 y 2021. En los Juegos Europeos de Minsk 2019 obtuvo una medalla de bronce en la prueba de C2 500 m.

## Palmarés internacional
| Campeonato Mundial | Campeonato Mundial          | Campeonato Mundial | Campeonato Mundial |
| Año                | Lugar                       | Medalla            | Competición        |
| ------------------ | --------------------------- | ------------------ | ------------------ |
| 2014               | Moscú (Rusia)               | Medalla de bronce  | C2 500 m           |
| 2015               | Milán (Italia)              | Medalla de plata   | C2 500 m           |
| 2017               | Račice (República Checa)    | Medalla de plata   | C1 200 m           |
| 2017               | Račice (República Checa)    | Medalla de plata   | C2 500 m           |
| 2018               | Montemor-o-Velho (Portugal) | Medalla de plata   | C1 200 m           |
| 2019               | Szeged (Hungría)            | Medalla de plata   | C1 200 m           |
| Juegos Europeos    |                             |                    |                    |
| Año                | Lugar                       | Medalla            | Competición        |
| 2019               | Minsk (Bielorrusia)         | Medalla de bronce  | C2 500 m           |
| Campeonato Europeo |                             |                    |                    |
| Año                | Lugar                       | Medalla            | Competición        |
| 2014               | Brandeburgo (Alemania)      | Medalla de bronce  | C2 500 m           |
| 2016               | Moscú (Rusia)               | Medalla de oro     | C1 200 m           |
| 2016               | Moscú (Rusia)               | Medalla de plata   | C2 500 m           |
| 2017               | Plovdiv (Bulgaria)          | Medalla de oro     | C1 200 m           |
| 2017               | Plovdiv (Bulgaria)          | Medalla de bronce  | C2 500 m           |
| 2018               | Belgrado (Serbia)           | Medalla de oro     | C1 200 m           |
| 2018               | Belgrado (Serbia)           | Medalla de bronce  | C2 200 m           |
| 2018               | Belgrado (Serbia)           | Medalla de bronce  | C2 500 m           |
| 2021               | Poznań (Polonia)            | Medalla de oro     | C2 200 m           |
| 2021               | Poznań (Polonia)            | Medalla de bronce  | C1 200 m           |